# ده شيخ ديلغون (سبيدار)
ده شیخ دیلغون (بالفارسية: ده شیخ دیلگون) هي قرية تقع في إيران في قسم سبیدار الريفي. يقدر عدد سكانها بـ 39 نسمة بحسب إحصاء 2016.